# Hubschraubergestützte Wasserrettung

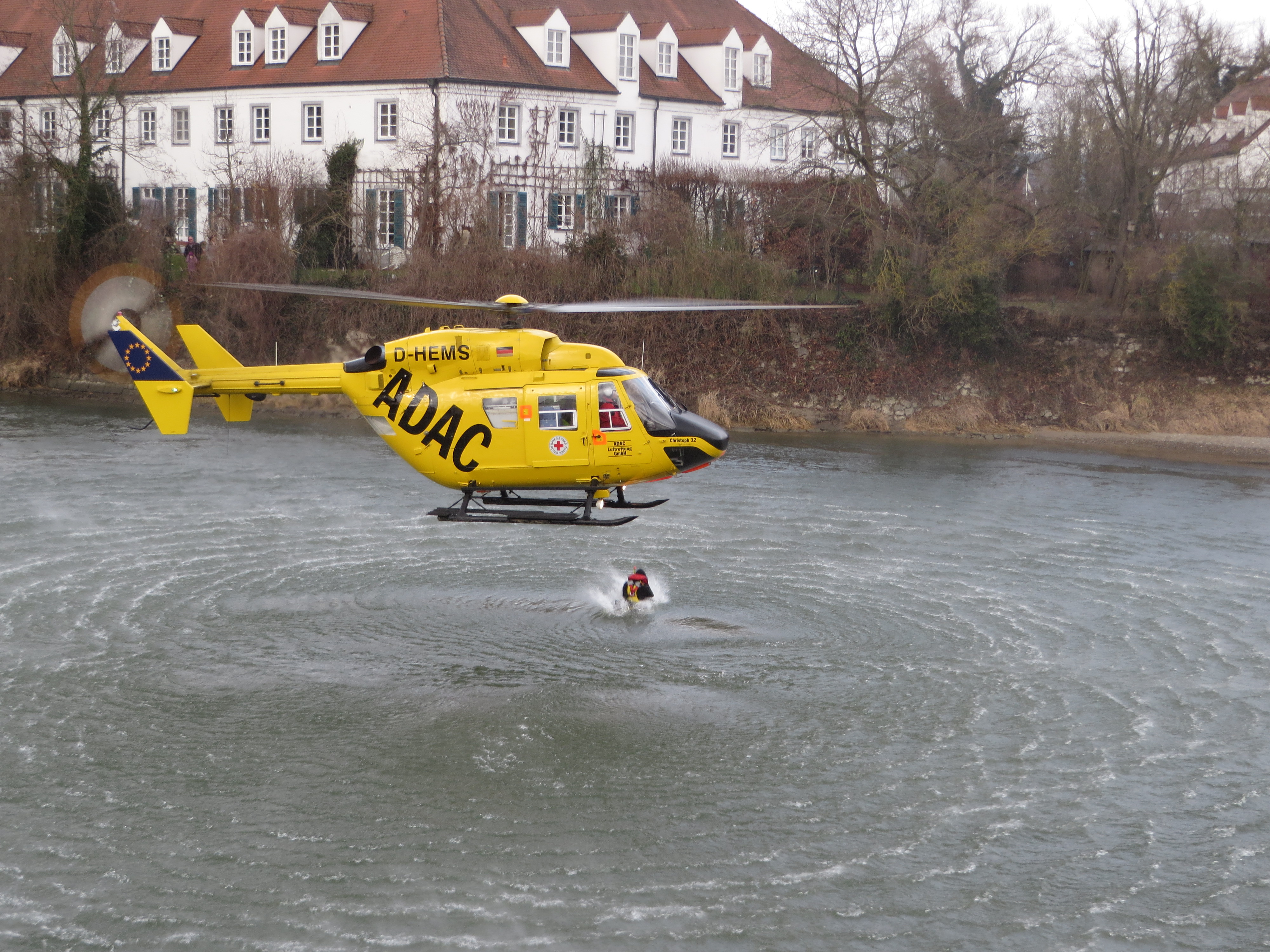
Christoph 32 bei einer Wasserrettungsübung

Als Hubschraubergestützte Wasserrettung (auch Luftunterstützte Wasserrettung oder Luftunterstützte Seerettung sowie Luftrettung oder Flugrettung) bezeichnet man eine spezielle Einsatzform der Wasserrettung. Dabei werden Air-Rescue-Specialists (ARS) (Rettungsschwimmer oder Wasserretter) mit einem Hubschrauber an das Einsatzgebiet geflogen und können so schnell verunglückte Personen aus Wassergefahr retten.

## Aufbau
Bei der Wasserwacht ist die Luftrettungsgruppe eine Fachgruppe des Wasserrettungszuges und besteht aus einem Gruppenführer und vier Wasserwacht-Luftrettern. Im Einsatzfall besetzen sie Hubschrauber der Bundeswehr, der Polizei oder der Bundespolizei und gelangen so schnell an den Einsatzort.
2005 wurde eine Arbeitsgemeinschaft gegründet. Beteiligt waren die Berufsfeuerwehren, die Deutsche Lebens-Rettungs-Gesellschaft (DLRG) und die DRK Wasserwacht. Aktuell sind über ganz Deutschland Standorte zugeordnet, an denen DRK-Wasserwacht- und DLRG-Mitglieder tätig sind. Die Einheiten arbeiten im Bedarfsfall bundesweit.

## Aufgaben
Die wichtigste Aufgabe der hubschraubergestützten Wasserrettung ist der schnelle Abtransport betroffener Personen aus Wassergefahr, beispielsweise bei einem Hochwasser. Zusätzlich unterstützt sie noch die anderen Teileinheiten des Wasserrettungszuges.
Das Bundesministerium des Innern hat mit Erlass nach dem Elbehochwasser eine Zusammenarbeit des Flugdienstes der Bundespolizei mit der Wasserrettung aus unterschiedlichen Organisationen (Wasserwacht, DLRG, Feuerwehr) verfügt. Durch regelmäßige Schulungen wird in Zusammenarbeit mit den einzelnen Fliegerstaffeln der Bundespolizei eine festgelegte Anzahl von Helfern speziell geschult, um im Bedarfsfall, z. B. bei Hochwasserlagen und im Katastrophenschutz vorrangig zur Menschenrettung eingesetzt zu werden. Es gibt unterschiedliche Szenarien, wie die Einsatzkräfte eingesetzt werden können. So werden verschiedene Verfahren zur Rettung aus Fließgewässern durchgeführt. Daneben ist es aber auch vorgesehen, Kräfte auf vom Wasser eingeschlossenen Gebäuden abzusetzen, um Personen zu retten oder sanitätsdienstlich zu betreuen und zu versorgen. Dabei handelt es sich aufgrund von Vorlauf- und Bereitschaftszeiten nicht um die schnellen Sofortmaßnahmen z. B. bei Ertrinkungsunfällen.
Die Begrifflichkeiten Luftretter und Luftrettungseinheit sind irreführend, da sie in der deutschen Luftrettung mit anderen Inhalten belegt sind, sie werden jedoch speziell in der Wasserwacht Bayern vermehrt benutzt.

## Geschichte
Nach dem Jahrhunderthochwasser an der Elbe wurde im Herbst 2002 in Zusammenarbeit der Wasserwacht Bayern und dem Lufttransportgeschwader 61 der Bundeswehr eine Arbeitsgruppe Luftrettung gebildet. Das erste Ergebnis dieser Arbeitsgruppe war die Entwicklung eines Ausbildungsplans für den Luftretter. Seit Ende 2005 sind auch bei der Deutschen Lebens-Rettungs-Gesellschaft (DLRG) Luftrettungseinheiten ausgebildet worden.

## Ausbildung
Inzwischen ist die Ausbildung zum Luftretter eine Zusatzqualifikation für ausgebildete Wasserretter. Sie ist bundesweit standardisiert und wird von den beteiligten Organisationen gemeinsam durchgeführt. Diese Ausbildung gliedert sich in vier Abschnitte.
1. Fließgewässerausbildung
2. Grundausbildung Hubschrauber
3. Einsatzausbildung
4. Psychologische Betreuung